# 魔兽世界：暗影国度
《魔兽世界：暗影国度》是大型多人在线角色扮演游戏(MMORPG)《魔兽世界》的第八部资料片。游戏名称于2019年11月1日的暴雪嘉年华上正式公布。

## 游戏内容与玩法
新地图区域为死后的世界暗影界，包含五個區域：瑞文崔斯、亞登曠野、瑪卓薩斯、晉升堡、淵喉和主城奧睿博司，不朽之城。
- 新地下城和团队副本
- 盟约系统：4个盟约可供选择，分别为汎希爾、暗夜妖精、死靈領主和琪瑞安。这四个不同的神秘教派对暗影界有不同的野心。玩家选择自己的盟约，进入圣所接手独特任务、壮大盟约、招募盟友。
- 熊猫人与同盟种族死亡骑士。
- 与强大的灵魂缔结盟约，获得盟约技能。
- 变化的地下城：托迦司，譴罪之塔。譴罪之塔是一个可靠重复游玩不断变化的地下城，获取传说武器和护甲的材料。

### 新等级系统
暗影国度资料片为玩家升级体验进行优化，调整了获取经验的曲线，让玩家更快地迎接新挑战。新的资料片中将玩家等级上限定位60级，等级段分为三段。
- 1-10级为新手旅程，新手指引
- 10-50级，玩家可以选择游玩暗影国度以外的任何资料片
- 50-60级，玩家可以进入暗影界，体验最新资料片

## 剧情
《暗影国度》的剧情紧随在《争霸艾泽拉斯》之后。希瓦娜斯·風行者找到巫妖王，并摧毁了他的头盔，其毁灭性的行为撕开了通向死亡的道路。一个充满了诡异与恐怖的隐藏领域，亡者的国度暗影之境出现在世界的裂隙之中。玩家作为艾泽拉斯最伟大的勇士之一，获得了跨越至彼岸的力量。玩家需要调查这个阴谋来解开谜团，帮助这个世界往昔的传奇人物，并找到返回的道路。